# Marvell (Arkansas)
Marvell é uma cidade localizada no estado americano de Arkansas, no Condado de Phillips.

## Demografia
Segundo o censo americano de 2000, a sua população era de 1395 habitantes.
Em 2006, foi estimada uma população de 1217, um decréscimo de 178 (-12.8%).

## Geografia
De acordo com o United States Census Bureau, a localidade tem uma área de 3,5 km², sem área coberta por água. Marvell localiza-se a aproximadamente 58 m acima do nível do mar.

## Localidades na vizinhança
O diagrama seguinte representa as localidades num raio de 28 km ao redor de Marvell.